# Planchonia papuana
Planchonia papuana är en tvåhjärtbladig växtart som beskrevs av Reinhard Gustav Paul Knuth. Planchonia papuana ingår i släktet Planchonia och familjen Lecythidaceae. Inga underarter finns listade i Catalogue of Life.